# Avel (Makedonov)
Avel (světským jménem: Nikolaj Nikolajevič Makedonov, v schimě Serafim; 21. června 1927, Nikuliči – 6. prosince 2006, Poščupovo) byl ruský pravoslavný duchovní Ruské pravoslavné církve, archimandrita, představený monastýru Rosikon a následně Poščupovského monastýru.

## Život
Narodil se 21. června 1927 ve vesnici Nikuliči v Rjazaňské gubernii (dnes v Okťabrském rajónu města Rjazaň).
Roku 1942 dokončil sedmiletou školu. V mládí sloužil jako hypodiakon arcibiskupa rjazaňského a šackého Alexije (Sergejeva). Poté co se roku 1944 novým biskupem rjazaňským stal Dimitrij (Gradusov), Nikolaj sloužil také jako jeho hypodiakon. Spolu sním sloužil jeho přítel Boris Rotov, pozdější metropolita leningradský Nikodim (Rotov). Vladyka Dimitrij se stal jejich duchovním rádcem.
Dne 6. listopadu 1945 jej arcibiskup Dimitrij rukopoložil na diákona a 23. listopadu jej postřihnul na monacha se jménem Avel na počest svatého Ábela bratra Kainova.
Dne 24. ledna 1947 byl rukopoložen na jeromonacha a do roku 1950 sloužil v chrámu svatého Jiří ve vesnici Gorodišči v Rybnovském rajónu. Během těchto několika let si získal zvláštní lásku farníků. Na nátlak sovětských úřadů však byl nucen region do 24 hodin opustit.
Od února 1950 začal sloužit v jaroslavské eparchii. Stal se představeným chrámu svatého careviče Dimitrije v Ugliči. Následně byl poslán do vesnice Feodorovskoje, kde sloužil ve Smolenském chrámu. V letech 1955-1960 byl knězem katedrálního chrámu Fjodorovské ikony Matky Boží v Jaroslavli.
Roku 1953 byl povýšen na igumena a roku 1958 získal právo nosit epigonation.
Dne 4. dubna 1956 spolu s biskupem ugličským a vikarijním biskupem jaroslavské eparchie postřihnul arcibiskupa Dimitrije, který byl již v důchodu a jeho zdravotní stav se zhoršil do velké schimy se jménem Lazar. Ve stejné době přijal velkou schimu také igumen Abel se jménem Serafim na počest svatého Serafima Sarovského.
V období jeho služby v Jaroslavli byla započata tzv. Chruščovova protináboženská kampaň. Jeho pastorační činnost nezůstala bez povšimnutí příslušných orgánů sovětské moci. V Jaroslavském tisku byla proti němu organizována pomlouvačná kampaň. Zástupce Rady pro náboženské záležitosti Jaroslavské oblasti požadoval jeho okamžité odstranění.
V dubnu 1960 se vrátil do Rjazaně a do konce roku byl knězem chrámu Narození Krista ve vesnici Borec v Sarajevském rajónu. V prosinci byl jmenován duchovním chrámu svatých Borise a Gleba v Rjazani.
Roku 1963 byl udělen kříž s ozdobami a roku 1965 byl povýšen na archimandritu. Roku 1968 mu bylo uděleno právo sloužit Božskou liturgii s otevřenými Carskými vraty až do zpěvu Cherubínské písně.
Dne 17. února 1970 byl patriarchou moskevským Alexijem I. poslán na horu Athos, aby zde sloužil v monastýru svatého Pantelejmona. Druhý den mu bylo uděleno právo sloužit Božskou liturgii s otevřenými Carskými vraty až před modlitbou Otčenáš. Převodem na Athos se dostal do jurisdikce Konstantinopolského patriarchátu.
Dne 18. ledna 1971 byl zvolen jako nový představený monastýru. Oficiální intronizace proběhla až 11. července 1975 za přítomnosti zástupců 20 monastýrů hory Athos a civilních úředníků Svaté Hory.
Roku 1978 odešel do Ruska aby se zúčastnil pohřbu jeho přítele metropolity Nikodima (Rotova). Sovětské úřady mu neumožnily vrátit se na Athos a proto byl 29. června 1979 přijat zpět do Ruské pravoslavné církve. Vrátil se do Rjazaně a stal se představeným chrámu svatých Borise a Gleba.
Roku 1985 mu bylo uděleno právo sloužit s mnišským žezlem.
V letech 1988-1989 se dvakrát zúčastnil Místních soborů Ruské pravoslavné církve. Od roku 1988 byl stálým členem eparchiální rady.
Dne 16. května 1989 byl Svatým synodem jmenován představeným Poščupovského monastýru, který byl právě církvi navrácen. Věnoval se obnově monastýru a jeho prosperitě.
Dne 25. března 2004 byl Svatým synodem z důvodu vysokého věku a zdravotních problémů na jeho vlastní žádost penzionován.
Zemřel 6. prosince 2006 v 5 hodin ráno v Poščupovském monastýru. Smuteční obřad se konal 9. prosince v monastýru a zde byl také pohřben.

## Řády a vyznamenání

### Světské vyznamenání
- Rusko Medaile řádu Za zásluhy o vlast II. třídy (11. srpna 2000)
- Rusko Čestný občan Rjazaně (květen 2006)

### Církevní vyznamenání
- Řád svatého Klimenta Ohridského (Bulharská pravoslavná církev)
- Řád svatého apoštolům rovného knížete Vladimíra III. třídy
- Řád svatého apoštolům rovného knížete Vladimíra II. třídy
- 1980 – Řád přepodobného Sergija Radoněžského III. třídy
- 1987 – Řád přepodobného Sergija Radoněžského II. třídy
- 1993 – Řád svatého blahověrného knížete Daniela Moskevského III. třídy
- 1995 – Patriarchální diplom